# Wercklea cocleana
Wercklea cocleana är en malvaväxtart som först beskrevs av André Georges Marie Walter Albert Robyns, och fick sitt nu gällande namn av P.A. Fryxell. Wercklea cocleana ingår i släktet Wercklea och familjen malvaväxter. Inga underarter finns listade i Catalogue of Life.